# Feliks Mironer
Feliks Mironer (russisk: Фе́ликс Ефи́мович Мироне́р) (født 14. januar 1927 i Kyiv i det Sovjetunionen, død 27. maj 1980 i Pitsunda i Sovjetunionen) var en sovjetisk filminstruktør og manuskriptforfatter.

## Filmografi
- Vesna na Zaretjnoj ulitse (Весна на Заречной улице, 1956)[1][2]
- Uvolnenije na bereg (Увольнение на берег, 1962)